# متافیزیک چیست؟
متافیزیک چیست؟ یا مابعدالطبیعه چیست؟ (به آلمانی: Was ist Metaphysik?) عنوان یک سخنرانی از مارتین هایدگر دربارهٔ متافیزیک است که به‌مناسبت جانشینی و پذیرش کرسی ادموند هوسرل در ۲۴ ژوئیه سال ۱۹۲۹ در دانشگاه فرایبورگ ایراد شد و بعدها به‌صورت کتاب انتشار یافت.

## ترجمه‌های فارسی
این کتاب دو بار به فارسی ترجمه شده:
- مابعدالطبیعه چیست؟، مارتین هیدگر، محمدجواد صافیان اصفهانی (مترجم)، ناشر: پرسش
- متافیزیک چیست؟، مارتین هیدگر، سیاوش جمادی (مترجم)، ناشر: ققنوس

ترجمهٔ سیاوش جمادی در بیست‌وسومین دورهٔ کتاب سال ایران به‌عنوان شایستهٔ تقدیر معرفی شد.